# Partito di Incontro Sociale
Il Partito di Incontro Sociale (in spagnolo: Partido Encuentro Social - PES) è un partito politico messicano.
Fondato nel 2006, inizialmente era attivo nel solo stato della Bassa California. Nel 2014 si è trasformato in partito nazionale, per poi dissolversi nel 2019, rimanendo attivo a livello locale negli stati di Morelos, San Luis Potosí, Sonora e Yucatán.